# Tryggve Örn

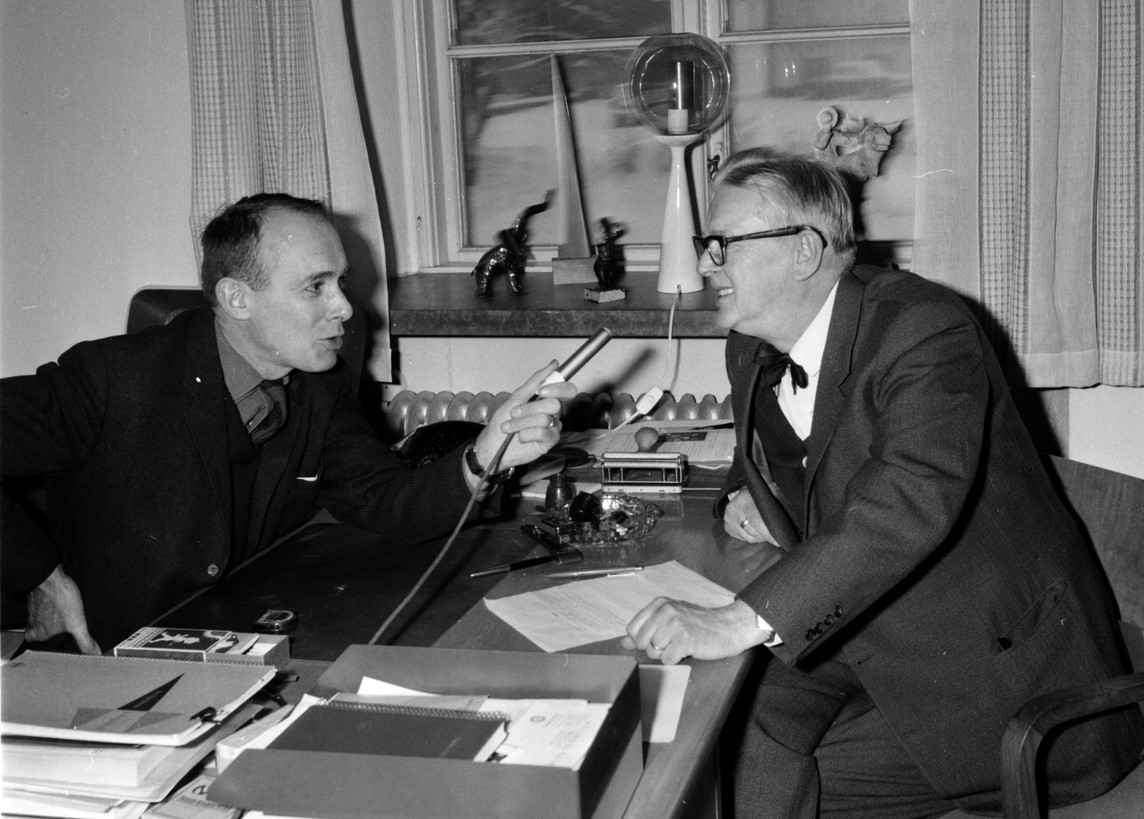
Tryggve Örn (t.v.) och S. Jäderström på Bollnäs konstcentrum 1965

Tryggve Henrik Örn, född 29 september 1919 i Lillehammer i Norge, död 30 juni 2017 i Haninge, var en svensk självlärd konstnär och konstpedagog.

## Biografi
Tryggve Örn var son till Gustav Albert Örn och Edit Hjelte och från 1956 gift med Thorgerd von Törne (1918–2014). Tryggve Örn kom som elvaåring till Hudiksvall 1931. Fadern arbetade som spinnmästare. Han var intresserad av musik och poesi, ett intresse som han förde vidare till sonen. Sjutton år gammal flyttade Örn till Stockholm där han fick arbete på en radiofabrik och en svarvarverkstad. Han engagerade sig också i fackföreningens bildningsarbete och blev studieledare inom fackföreningens kursverksamhet. Stadsbibliotekets konstavdelning väckte hans intresse för konst, och 1934 köpte färg och staffli och började experimentera på egen hand.
Mot slutet av 1940-talet var Tryggve Örn tillbaka i Hudiksvall och hans debut skedde där 1946. Trots att Hudiksvall var en tämligen liten stad fanns där ett aktivt konstintresse. Örn ledde konstcirklar och 1951 tog han och konstnärskollegan Tage Sahlberg initiativ till att bilda en konstförening, Hudiksvalls konstgille. Hösten 1951 arrangerade föreningen sin första utställning, ”Konst i Hudiksvallshem”, den första i en lång rad årliga utställningar. Örn var aktiv som presentatör och föredragshållare.
På 1950-talet arbetade Tryggve Örn som konstpedagog, först för Riksförbundet för bildande konst, senare för Konstfrämjandet och Riksutställningar 1957–1962. Han reste runt i Sverige med vandringsutställningar som han presenterade. 1963–1966 var han intendent för Bollnäs konstcentrum. Han var även verksam som teckningslärare. Tryggve Örn var från 1960-talet till sin död 2017 bosatt i Västerhaninge söder om Stockholm. Han tilldelades Föreningen La Brévières vänners stipendium 1959 och ett stipendium ur Svensk-norska samarbetsfonden 1962 samt på 1970-talet statlig inkomstgaranti för konstnärer, ”konstnärslön”. Separat ställde han ut ett flertal gånger i Hudiksvall, Bollnäs, Söderhamn, Iggesund och på Galerie Æsthetica i Stockholm. Tillsammans med Tage Sahlberg ställde han ut i Hudiksvall 1946 och tillsammans med Erik Byström i Ljusdal 1959. Sedan mitten av 1940-talet medverkade han regelbundet i Gävleborgs läns konstförenings salonger i Gävle och i Sveriges allmänna konstförenings vårsalong i Stockholm 1956 samt några av Liljevalchs konsthalls Stockholmssalonger. Han var representerad med träsnitt i Folkrörelsen konstfrämjandets vandringsutställningar. Tryggve Örn är begravd på Västerhaninge kyrkogård.

## Konsten
På 1940- och 1950-talen gjorde Örn omfattande studieresor i Europa, bland annat till Italien, Frankrike, Spanien och Nederländerna.
I sina målningar hämtade han ofta motiv från landskapet i Normandie och från Bohuslän. Han var modernist men bekände sig inte till någon särskild konstriktning. De tidigare verken kunde uppfattas som tungt och romantiskt ”skymningsmåleri” men senare blev målningarna luftigare. ”I hans verk samsades det föreställande med det konkreta, varsam realism med lyrisk ljuskänsla”.
Örn finns representerad på Moderna museet, Hälsinglands museum i Hudiksvall och Skissernas museum i Lund. Han har även gjort en väggmålning i tempera för Västra skolan i Hudiksvall.

## Citat
| ” | Om man sticker fingrarna mellan prismorna i en kristallkrona och rör om, känner man ett myller av små stötar och hör ett myller av klanger, nära men ändå varierade; så ville jag måla. | „ |